# NGC 5752
NGC 5752 је спирална галаксија у сазвежђу Волар која се налази на NGC листи објеката дубоког неба.
Деклинација објекта је + 38° 43' 45" а ректасцензија 14h 45m 14,2s. Привидна величина (магнитуда) објекта NGC 5752 износи 14,1 а фотографска магнитуда 14,9. NGC 5752 је још познат и под ознакама MCG 7-30-60, CGCG 220-52, PGC 52685.